# Afram Plains District
Der Afram Plains District liegt in der Eastern Region von Ghana. Er wurde per Präsidialdekret durch den damaligen Militärdiktator Jerry Rawlings im Jahr 1988 durch Aufteilung des ehemaligen Distriktes Kwahu gebildet. Chief Exekutive des 3.559 km² großen Distriktes mit 135.926 (2002) Einwohnern ist Solomon Yaw Fordjour. Dieser Distrikt ist der nördlichste der Eastern Region und nach der Fläche bemessen auch der mit Abstand größte Distrikt, der allerdings eher dünn besiedelt ist.

## Bevölkerung und Geographie
Die Bevölkerung lebt in 544 Ortschaften, die zu einem großen Teil auf Inseln im Volta-Stausee gelegen sind, der einen großen Teil der Fläche des Distriktes bedeckt. Lediglich die Siedlungen in Donkorkrom, Tease und Ekye Amanfrom haben mehr als 5000 Einwohner. Hauptsächlich leben im Distrikt Angehörige der Völker Akan und Ewe.
Der gesamte Distrikt ist zwischen 60 Metern und 120 Metern über dem Meeresspiegel gelegen. Lediglich das Donkorkrom Plateau liegt dabei auf bis zu 120 Metern Höhe. Der Distrikt wird durch die Flüsse Afram im Westen, Volta im Osten und Obosom im Norden durchflossen. Vor allem Afram und Volta dienen der Bevölkerung auch als wichtige Wasserstraßen und Fischgründe.

## Ortschaften
| - Ekye Amanfrom - Maame Krobo - Tease - Amankwakrom - Kwaekese | - Adiembra - Forifori - Brumben - Dedeso - Asanyansa | - Dodi - Ntonaboma - Nsogyaso - Nyuinyui No. 1 - Nyuinyui No. 2 | - Samanhyia - Mem Kyemfere - Agya Atta - Odoasua | - Avatime - Abomosarefo - Odumase - Dedeso |

## Wahlbezirke
Der Afram Plains District ist in zwei Wahlkreise unterteilt worden. Im Wahlkreis Afram Plains North wurde Joseph Tsatsu Agbenu von der Partei National Democratic Congress (NDC) als Direktkandidat in das ghanaische Parlament gewählt. Für den Wahlkreis Afram Plains South zog Raphael Kofi Ahaligah ebenfalls für den NDC ins Parlament ein.